# İlayda Alişan
İlayda Alişan (Istanbul, 26 febbraio 1996) è un'attrice turca.

## Biografia
Nata nel 1996 a Istanbul (Turchia) da madre originaria di Erzincan e da padre originario di Trebisonda, Remzi Alişan, İlayda ha una sorella minore, Özge. Dopo aver completato l'istruzione secondaria presso il liceo Behçet Kemal Caglar, ha deciso di studiare fashion design presso l'Università Bilgi di Istanbul. Come punto di svolta nella sua vita, è entrata nel mondo della recitazione fin dalla tenera età, con l'amico di suo padre che l'ha registrata senza preavviso presso la sua agenzia. Ha iniziato la sua carriera prestando il suo volto per vari marchi di campagne pubblicitarie come Nestlé, Coca-Cola, Ülker, Browni, Pantene, Akbank, Eti, Oriflame.
Nel 2011 e nel 2012 ha fatto la sua prima apparizione come attrice con il ruolo di Merve nella serie Bir Çocuk Sevdim, in onda prima su Kanal D e in seguito su Star TV. Nel 2013 e nel 2014 ha ricoperto il ruolo di Harika nella serie in onda su TRT 1 Gönül Hırsızı. Nel 2014 è entrata a far parte del cast della serie in onda su Kanal D Benim Adım Gültepe, nel ruolo di Nurten. L'anno successivo, nel 2015, ha interpretato il ruolo di Sinem nella serie in onda su Star TV Serçe Sarayı. Nel 2016 ha ricoperto il ruolo di Eylül Eren nella serie in onda su Fox Bana Sevmeyi Anlat.
Dal 2016 al 2019 e nel 2021 ha preso parte al cast della serie in onda su Show TV Çukur, nel ruolo di Akşın Koçovalı. Nel 2017 ha interpretato il ruolo di Cemre nella serie in onda su Show TV Rüya. Nello stesso anno ha recitato nel film Niyazi Bey diretto da Aydin Bulut. Nel 2018 ha preso parte al video musicale Gamzendeki Çukur di Kubilay Aka e Hayko Cepkin. Nel 2019 e nel 2020 ha ricoperto il ruolo di Neslihan Günaltay nella serie in onda su TRT 1 Şampiyon. Negli stessi anni ha preso parte al cast della web serie di Netflix The Protector (Hakan: Muhafız), nel ruolo di Aylin Erman.
Nel 2021 ha interpretato il ruolo di Ela Yüksel nella serie in onda su Fox Innocence (Masumiyet) e quello di Süveyda nella serie in onda su TV8 Kırmızı Oda. Nello stesso anno ha ricoperto il ruolo di Özlem Narin nella web serie di GAİN Terapist ed ha preso parte al programma televisivo in onda su TV8 O Ses Türkiye Yılbaşı Özel. Nel 2022 è stata scelta per interpretare il ruolo della protagonista Asya Çelikbaş nella serie in onda su Kanal D Seversin, accanto all'attore Burak Yörük. Nello stesso anno ha prestato la voce al personaggio di Fade nel videogioco Valorant.
Nel 2023 e nel 2024 è stata scelta per interpretare il ruolo della protagonista Gülayşe Ateş / Lara Eyüboğlu nella serie in onda su ATV Ateş Kuşları, insieme agli attori Hande Soral, Görkem Sevindik e Burak Tozkoparan. Nello stesso anno ha preso interpretato il ruolo di Seval Fatoş nel film di Netflix Dieci giorni tra il bene e il male (Iyi Adamin 10 Günü) e nel sequel Altri dieci giorni tra il bene e il male (Kötü Adamın 10 Günü), entrambi diretti da Uluç Bayraktar. Nel 2025 ha ricoperto il ruolo di Münevver nella serie in onda su Kanal D Piyasa e ha recitato nella web serie di Turkcell TV+ Ölüm Kime Yakışır.

## Vita privata
Nel 2021 è stata legata sentimentalmente all'attore Serkay Tütüncü, conosciuto sul set della serie Innocence (Masumiyet).

## Filmografia

### Attrice

#### Cinema
- Niyazi Bey, regia di Aydin Bulut (2017)
- Dieci giorni tra il bene e il male (Iyi Adamin 10 Günü), regia di Uluç Bayraktar (2023)
- Altri dieci giorni tra il bene e il male (Kötü Adamın 10 Günü), regia di Uluç Bayraktar (2023)

#### Televisione
- Bir Çocuk Sevdim – serie TV, 39 episodi (Kanal D, Star TV, 2011-2012)
- Gönül Hırsızı – serie TV, 19 episodi (TRT 1, 2013-2014)
- Benim Adım Gültepe – serie TV, 8 episodi (Kanal D, 2014)
- Serçe Sarayı – serie TV, 13 episodi (Star TV, 2015)
- Bana Sevmeyi Anlat – serie TV, 22 episodi (Fox, 2016)
- Çukur – serie TV, 68 episodi (Show TV, 2016-2019, 2021)
- Rüya – serie TV, 10 episodi (Show TV, 2017)
- Şampiyon – serie TV, 34 episodi (TRT 1, 2019-2020)
- Innocence (Masumiyet) – serie TV, 13 episodi (Fox, 2021)
- Kırmızı Oda – serie TV, 7 episodi (TV8, 2021)
- Seversin – serie TV, 20 episodi (Kanal D, 2022)
- Ateş Kuşları – serie TV, 54 episodi (ATV, 2023-2024)
- Piyasa – serie TV, 6 episodi (Kanal D, 2025)

#### Web TV
- The Protector (Hakan: Muhafız) – web serie, 8 episodi (Netflix, 2019-2020)
- Terapist – web serie, 7 episodi (GAİN, 2021)
- Ölüm Kime Yakışır – web serie (Turkcell TV+, 2025)

#### Video musicali
- Gamzendeki Çukur di Kubilay Aka feat. Hayko Cepkin (2018)

### Doppiatrice

#### Videogiochi
- Valorant – video game (2022)

## Programmi televisivi
- O Ses Türkiye Yılbaşı Özel (TV8, 2021) - guest star

## Spot pubblicitari
- Nestlé
- Coca-Cola
- Ülker
- Browni
- Pantene
- Akbank
- Eti
- Oriflame

## Doppiatrici italiane
Nelle versioni in italiano dei suoi film e delle sue serie TV, İlayda Alişan è stata doppiata da:
- Anna Maria Laviola[52] in Innocence[53]
- Martina Tamburello[54] in Dieci giorni tra il bene e il male,[55] in Altri dieci giorni tra il bene e il male[56]

## Riconoscimenti
- Ayakli Gazete TV Stars Awards
  - 2021: Candidata come Miglior attrice non protagonista per la serie Innocence (Masumiyet)
- Pantene Golden Butterfly Awards
  - 2019: Vincitrice come Stella nascente[57]
  - 2022: Candidata come Miglior coppia televisiva con Burak Yörük per la serie Seversin[58]
  - 2022: Vincitrice come Miglior attrice in una serie comica romantica per Seversin[58]
- Turkey Youth Awards
  - 2019: Candidata come Miglior attrice televisiva non protagonista per la serie Çukur